# Bune

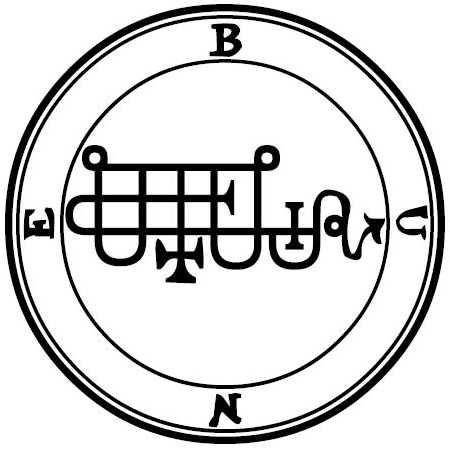
Le sceau de Bune selon Mathers.

Bune, également connu les noms de Buné, Bime ou Bimé est un démon issu des croyances de la goétie, science occulte de l'invocation d'entités démoniaques.
Le Lemegeton le mentionne en 26e position de sa liste de démons tandis que la Pseudomonarchia daemonum le mentionne en 24e position.
Grand-duc aux enfers, il commande trente légions et apparait sous la forme d'un dragon à trois têtes. L'une de ces têtes est celle d'un homme et les deux autres sont, selon les ouvrages, une tête de chien et une de griffon ou deux têtes de dragon.
Il accorde à ceux qui le servent la richesse et l'éloquence et semble être fidèle à ses engagements.  
Il ne s'exprime que par signes, déplace les cadavres, hante les cimetières et rassemble les démons sur les sépulcres,.
Les démons qui le servent sont appelés Bunis. Les peuples Tartares les craignent car ils ont la réputation d'être très malfaisants, puissants et nombreux. C'est néanmoins par leur biais, après les avoir apprivoisés, que les sorciers de ces peuples prétendent connaitre l'avenir. 